# Those Who Caress the Pale
Those Who Caress the Pale je demo album norveškog avangardnog black metal sastava Ved Buens Ende. Diskografska kuća Ancient Lore Creations objavila ga je 1994. Ponovno je objavljen 1997.

## Popis pjesama
Tekstovi: C. Michael. 
| 1. | »A Mask in the Mirror«  | 5:21 |
| 2. | »The Carrier of Wounds« | 8:05 |

| Strana B | Strana B                    | Strana B | Strana B | Strana B | Strana B | Strana B | Strana B | Strana B | Strana B |
| Br.      | Skladba                     | Trajanje |          |          |          |          |          |          |          |
| -------- | --------------------------- | -------- | -------- | -------- | -------- | -------- | -------- | -------- | -------- |
| 3.       | »You That May Wither«       | 4:36     |          |          |          |          |          |          |          |
| 4.       | »The Plunderer«             | 5:09     |          |          |          |          |          |          |          |
| 5.       | »Those Who Caress the Pale« | 6:16     |          |          |          |          |          |          |          |
| 29:27    |                             |          |          |          |          |          |          |          |          |

| Bonusova pjesma na reizdanju iz 1997. | Bonusova pjesma na reizdanju iz 1997. | Bonusova pjesma na reizdanju iz 1997. | Bonusova pjesma na reizdanju iz 1997. | Bonusova pjesma na reizdanju iz 1997. | Bonusova pjesma na reizdanju iz 1997. | Bonusova pjesma na reizdanju iz 1997. | Bonusova pjesma na reizdanju iz 1997. | Bonusova pjesma na reizdanju iz 1997. | Bonusova pjesma na reizdanju iz 1997. |
| Br.                                   | Skladba                               | Trajanje                              |                                       |                                       |                                       |                                       |                                       |                                       |                                       |
| ------------------------------------- | ------------------------------------- | ------------------------------------- | ------------------------------------- | ------------------------------------- | ------------------------------------- | ------------------------------------- | ------------------------------------- | ------------------------------------- | ------------------------------------- |
| 6.                                    | »Insects (Part I)«                    | 6:38                                  |                                       |                                       |                                       |                                       |                                       |                                       |                                       |
| 36:05                                 |                                       |                                       |                                       |                                       |                                       |                                       |                                       |                                       |                                       |

## Zasluge
Ved Buens Ende
- C. Michael – bubnjevi, vokali
- Vicotnik – gitara, vokali
- Skoll – bas-gitara, klavijature